# Lenka Ptáčníková
Lenka Ptáčníková o Lenka Ptacnikova, (nascuda el 16 de gener de 1976 a Txecoslovàquia), és una jugadora d'escacs islandesa, d'origen txec, i que té el títol de Gran Mestre Femení.
A la llista d'Elo de la FIDE del gener de 2022, hi tenia un Elo de 2173 punts, cosa que en feia la jugadora (femenina) número 1 (en actiu) d'Islàndia, i la número 58 absoluta del país. El seu màxim Elo va ser de 2317 punts, a la llista de març de 2010.

## Resultats destacats en competició
Ptacnikova ha estat dos cops Campiona femenina de la República Txeca, els anys 1994 i 1996, i un cop Campiona femenina d'Islàndia, el 2003.
Va guanyar el campionat d'escacs nòrdic, a Finlàndia, el 2005.